# 沙基尔·卡尔瑟巴耶夫
沙基尔·卡尔瑟巴耶维奇·卡尔瑟巴耶夫（俄语：Шакир Карсыбаевич Карсыбаев；1913年7月1日—1995年5月5日），哈萨克族，苏联党和国家领导人。曾任哈共塔尔迪库尔干州委第一书记，哈萨克苏维埃社会主义共和国最高苏维埃主席，哈共阿克纠宾斯克州委第一书记等职务。

## 生平
- 1913年7月1日出生于沙俄阿克莫林斯克州赛腾村。1933年毕业于彼得罗巴甫洛夫斯克师范学院。
- 1933年-1935年，Kazzoloto学校教师。
- 1935年-1936年，卡拉干达州恩贝克希尔德斯克地区政府秘书。
- 1936年-1937年，苏联红军服役。
- 1937年-1939年，北哈萨克斯坦州恩贝克希尔德斯克地区政府秘书，副区长。
- 1939年-1940年，北哈萨克斯坦州政府秘书。1939年加入联共（布）。
- 1940年-1941年，哈共（布）北哈萨克斯坦州委人事部副部长。
- 1941年-1944年，北哈萨克斯坦州政府第一副州长。
- 1944年1月-3月，哈共（布）北哈萨克斯坦州委书记。
- 1944年3月-1945年，哈共（布）科克切塔夫州委第二书记。
- 1945年-1948年，联共（布）中央高级党校学习。
- 1948年-1951年，哈共（布）东哈萨克斯坦州委第二书记。
- 1951年-1956年12月，哈共塔尔迪库尔干州委第一书记。
- 1955年3月-1959年3月，哈萨克苏维埃社会主义共和国最高苏维埃主席。期间，1958年12月-1959年11月，哈共阿克纠宾斯克州委第一书记。
- 1959年11月-1962年，阿克纠宾斯克州政府秘书兼哈共阿克纠宾斯克州委党校负责人。
- 1962年起退休。
- 1995年5月5日于阿拉木图逝世，享年81岁。

卡尔瑟巴耶夫是苏共19-21大代表，第3-5届哈萨克苏维埃社会主义共和国最高苏维埃代表。

## 荣誉
- 劳动红旗勋章
- 1941-1945年伟大卫国战争中忘我劳动奖章
- 1941-1945年伟大卫国战争胜利三十周年奖章
- 纪念列宁诞辰一百周年奖章
- 退休劳动者奖章
- 全苏农业展览会金质奖章